# The Sun (книга)
The Sun (с англ. — «Солнце») — научно-популярная книга, написанная Леоном Голубом и Джеем Пасачоффым, профессиональными астрономами, занимавшимися исследованиями Солнца. В ней описываются современные научные представления о строении Солнца, его влияние на происходящие на Земле процессы. Книга содержит большое количество иллюстраций, а также советы по наблюдению Солнца и связанных с ним астрономических явлений. Книга вышла в серии «Космос», посвящённой различным объектам Солнечной системы.

## Авторы
Леон Голуб — старший астрофизик Смитсоновской астрофизической обсерватории в Кембридже, штат Массачусетс. Джей М. Пасачофф (1943-2022) — профессор астрономии и директор обсерватории Хопкинса в Колледже Уильямса, а также председатель рабочей группы по солнечным затмениям Международного астрономического союза. Он является автором справочника The Peterson Field Guide to the Stars and Planets и соавтором книги The Cosmos: Astronomy in the New Millennium. Голуб и Пасачофф являются соавторами других научно-популярных книг, посвящённых исследованию Солнца: The Solar Corona и Nearest Star: The Surprising Science of Our Sun.

## Содержание
В книге рассказывается о составе, природе и значении Солнца. Описывается история наблюдений за Солнцем и последние научные достижения в этой области. Книга подробно рассказывает о солнечных пятнах, их связи с магнитным полем Солнца и солнечной активностью. Авторы описывают внутренние процессы в ближайшей к нам звезде, рассказывая о том, как сейсмические волны дают нам возможность узнать о происходящем в глубинных частях звезды, где идут процессы ядерного синтеза. Книга говорит о солнечных затмениях и о том, какие научные данные даёт наблюдение за ними. Описывается значение наблюдений за Солнцем из космоса. Рассказывается об излучении и частицах, испускаемых Солнцем и их воздействии на Землю. Описывается хромосфера Солнца и солнечная корона. В книге представлены изображения, которые дают наглядное представление о современных исследованиях Солнца.
Авторами выбран нестандартный подход, основанный на использовании специально отобранных изображений в качестве центральной точки для обсуждения различных явлений, связанных с Солнцем солнечных явлений. Они акцентируют внимание на взаимосвязи различных природных явлений, проводя параллели между земными феноменами, такими как землетрясения, и солнечными. Авторы опираются на графическое представление информации в форме фотографических изображений, визуализаций и спектров.
В приложениях рассказывается о мерах предосторожности при наблюдении за Солнцем, о наблюдении Солнца во время затмений и из космоса. Книга завершается списком рекомендованной литературы, который включает как популярные издания, так и научные работы.

## Отзывы
Рецензенты в целом положительно оценили книгу. В коротком обзоре Nature говорится, что книга представляет собой всеобъемлющий обзор научных данных о Солнце, наглядна, богата историческими сведениями и отражает последние достижения в сфере изучения Солнца. В заметке American Scientist отмечается, что увлекательное и информативное повествование авторов сочетает доступность со скрупулезным изложением технических подробностей.
Марк Таунли в подробной рецензии в журнале BBC Sky at Night отмечает, что отличительной чертой книги является использование простого языка, что делает ее доступной для неспециалистов. Сложные концепции объясняются через понятные аналогии из повседневной науки. Рецензент отмечает, что для описания эволюции научного знания используется формат исторического рассказа, и что книга, в отличие от других подобных, не перенасыщена математическими уравнениями. Касаясь раздела о наблюдении Солнца, рецензент указывает, что книгу могло бы улучшить детальное описание безопасных методов наблюдения, и что авторы делают излишний акцент на устаревших и небезопасных способах, таких как использование закопчённого стекла или DVD-диска. В итоге Таунли делает вывод о том, что книга подходит для начинающих, не желающих вникать в скучные и сложные для понимания научные тексты, и рекомендует её читателям.